# Козьмодемьяновский сельсовет (Первомайский район)
Козьмодемьяновский сельсовет — сельское поселение в Первомайском районе Тамбовской области.
Административный центр — село Старое Козьмодемьяновское.

## Население
| 2010  | 2012  | 2013  | 2014  | 2015  | 2016  | 2017  |
| ----- | ----- | ----- | ----- | ----- | ----- | ----- |
| 1643  | ↘1595 | ↘1533 | ↘1475 | ↘1449 | ↘1400 | ↗1414 |
| 2018  | 2019  | 2020  | 2021  |       |       |       |
| ↘1347 | ↘1285 | ↘1277 | ↘1219 |       |       |       |

## Состав сельского поселения
| № | Населённый пункт          | Тип населённого пункта       | Население |
| - | ------------------------- | ---------------------------- | --------- |
| 1 | Новое Козьмодемьяновское  | село                         | 223       |
| 2 | Подлесный                 | посёлок                      | 5         |
| 3 | Старое Козьмодемьяновское | село, административный центр | 727       |
| 4 | Хобот-Богоявленское       | село                         | 688       |